# Robert Darcy (3e comte d'Holderness)
Robert Darcy, 3e comte d'Holderness, (24 novembre 1681 - 20 janvier 1721) est un pair et un homme politique britannique.

## Biographie
Il est le deuxième fils (mais l'aîné survivant) de John Darcy, Lord Conyers (lui-même le fils aîné de Conyers Darcy (2e comte d'Holderness)), et de Bridget, fille de Robert Sutton (1er baron Lexinton). Il est titré Lord Conyers à la mort de son père en 1688 et hérite ensuite du comté de son grand-père en 1692. Il hérite également des titres de 10e baron Darcy de Knayth et de 7e baron Conyers. En 1698, il s'inscrit au Collège King, Cambridge. En 1714, il est nommé Lord Lieutenant du North Riding of Yorkshire et admis au Conseil privé. En 1718, il est nommé premier lord du commerce. Il est également Lord de la chambre à coucher de 1719 à sa mort.
Le 26 mai 1715, il épouse Frederica Schomberg (la fille aînée du 3e duc de Schomberg) et ils ont deux enfants survivants : Robert Darcy (4e comte d'Holderness) (1718-1778) et Caroline (décédée en 1778, épouse William Kerr (4e marquis de Lothian)).
À la mort de Lord Holderness en 1721, son titre est transmis à son fils survivant, Robert Darcy, et son épouse se remarie plus tard avec Benjamin Mildmay (1er comte FitzWalter).